# Блужа (зупинний пункт)
Блужа (біл. Блужа) — зупинний пункт Мінського відділення Білоруської залізниці в Пуховицькому районі Мінської області. Розташований біля села Блужа; на лінії Осиповичі I — Мінськ-Пасажирський, поміж зупинними пунктами Майський і Веленський.